# Sportpalast Aqscholtai
Der Sportpalast Aqscholtai (kasachisch «Ақжолтай» спорт сарайы, russisch Дворец спорта «Акжолтай») ist eine Eishockeyhalle in der zentralkasachischen Stadt Qaraghandy. Sie wurde in den 1970er Jahren als Sportpalast Oktjabrski gebaut, hatte anfangs eine Kapazität von 3.200 Plätzen und wurde von dem Eishockeyteam Awtomobilist Karaganda genutzt. Nach einem Brand wurde die Halle modernisiert und umbenannt. Seitdem bietet sie 2.060 Zuschauern Platz.
Die Halle wurde zwischen 2006 und 2012 von der heimischen Eishockeymannschaft HK Saryarka Karaganda benutzt, die dort ihre Heimspiele bestritt.